# Hard Rock Hallelujah
Hard Rock Hallelujah – piosenka fińskiego zespołu Lordi, którą to zespół zwyciężył Eurowizję w 2006 roku. Wcześniej, w tym samym roku, pojawił się także singel zespołu pod tym samym tytułem. Utwór ten zdobył na Eurowizji dwieście dziewięćdziesiąt dwa punkty, co do 2009 roku było najwyższym wynikiem w historii konkursu. Jest także najpopularniejszym fińskim utworem zaprezentowanym na Eurowizji w ciągu czterdziestu pięciu lat.
Piosenka utrzymana jest w stylu power metalu lat 80. i opowiada o zagrożeniu arockalipsą. W tekście wokalista przekonuje, aby przygotować się do dnia rockoningu.

## Lista utworów
1. „Hard Rock Hallelujah” (Eurowizyjno-Radiowa Edycja) – 3:00
2. „Hard Rock Hallelujah” (Albumowa Wersja) – 4:07
3. „Mr. Killjoy” – 3:24

## Teledysk
W teledysku widzimy stereotypową fankę hard rocka, ubraną w koszulkę z logo zespołu Twisted Sister, przechadzającą się po korytarzach liceum i słuchającą na walkmanie – pomalowanym w nazwy zespołów rockowych, m.in. AC/DC i KISS – utworu Hard Rock Hallelujah. Zatrzymuje się przy drzwiach sali gimnastycznej, na której to ćwiczą cheerleaderki. Nagle gasną światła, dąć zaczyna upiorny wiatr. Kiedy rozpoczyna się refren, drugie drzwi sali wyrwane zostają z zawiasów, a w przejściu pojawia się Mr. Lordi. Wszystkie cheerleaderki osuwają się na ziemię.
Gdy kończy się refren, Mr. Lordi zachęca fankę by podeszła bliżej i namawia ją, aby namówiła resztę uczniów na przyłączenie się do fanów zespołu. Do pomocy Mr. Lordi daje jej cheerleaderki – teraz przemienione w zombie na usługach dziewczyny. Wraz z grupą zombie dziewczyna zaczyna ścigać pozostałych uczniów po budynku szkoły. Teledysk kończy się sceną, w której uczniowie szkoły próbują otworzyć drzwi wyjściowe, jednak te okazują się zamknięte. Rusza na nich grupa cheerleaderek-zombie.

## Pozycje na listach przebojów

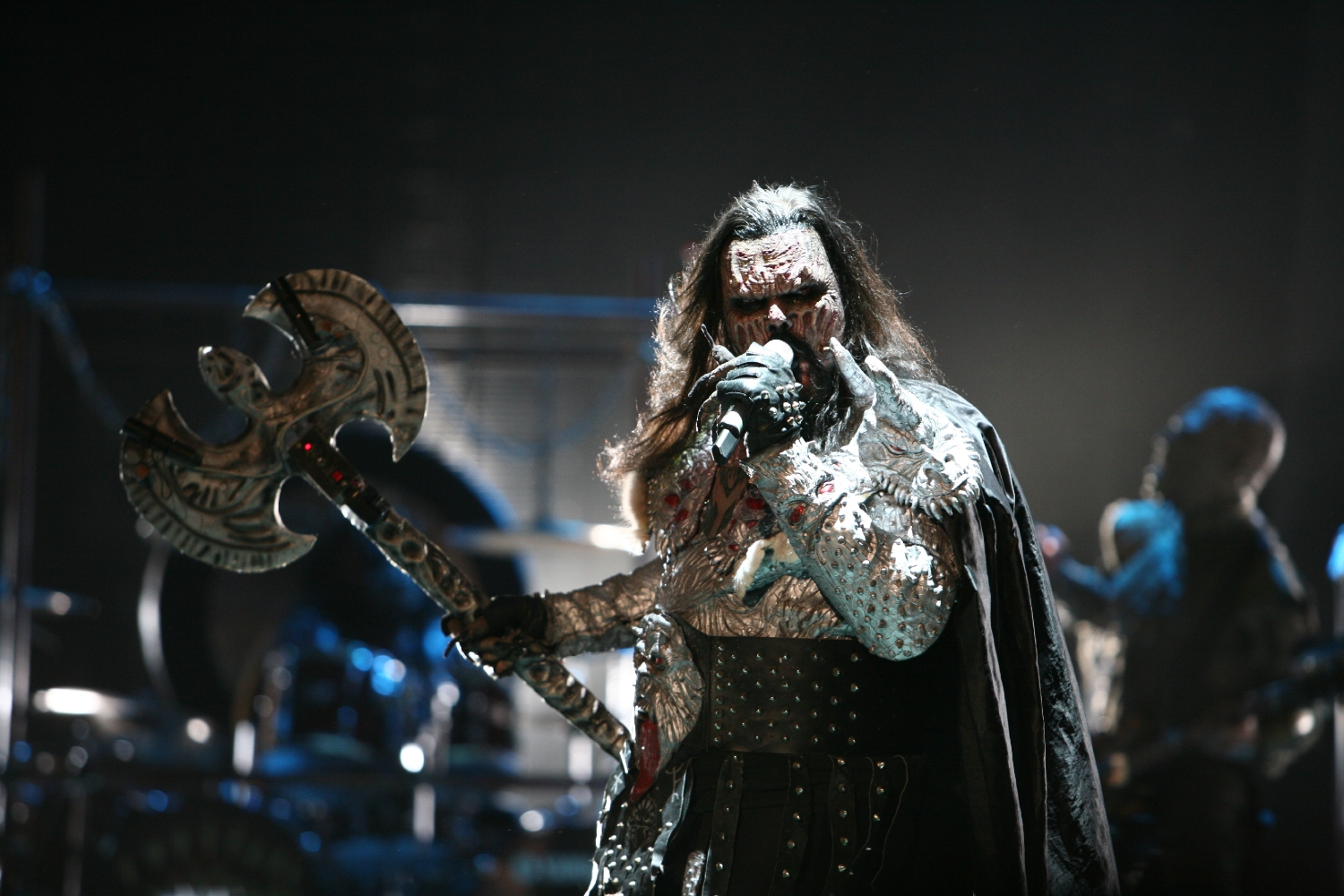
Lordi wykonuje utwór „Hard Rock Hallelujah” podczas festiwalu Eurowizji.

| Kraj            | Lista (2006)            | Najwyższa pozycja |
| --------------- | ----------------------- | ----------------- |
| Austria         | Ö3 Austria Top 40       | 2                 |
| Belgia          | Ultratop 50 Flanders    | 2                 |
| Belgia          | Ultratop 50 Wallonia    | 21                |
| Holandia        | Dutch Top 40            | 27                |
| Finlandia       | Suomen virallinen lista | 1                 |
| Niemcy          | German Singles Chart    | 5                 |
| Grecja          | Greek Singles Chart     | 6                 |
| Irlandia        | Irish Singles Chart     | 4                 |
| Norwegia        | Norwegian Singles Chart | 9                 |
| Rosja           | Russian Airplay Chart   | 280               |
| Szwecja         | Swedish Singles Chart   | 5                 |
| Szwajcaria      | Swiss Singles Chart     | 5                 |
| Wielka Brytania | UK Singles Chart        | 25                |